# Жига Єглич
Жига Єглич (словен. Žiga Jeglič; 24 лютого 1988, м. Крань, Югославія) — словенський хокеїст, центральний нападник. Виступає за «Слован» (Братислава) у Континентальній хокейній лізі.
Вихованець хокейної школи ХК «Блед». Виступав за ХК «Блед», ХК «Єсеніце», ХК «Седертельє», «Ессят» (Порі), ЕРК «Інгольштадт».
У складі національної збірної Словенії учасник зимових Олімпійських ігор 2014 (5 матчів, 2+2), учасник чемпіонатів світу 2010 (дивізіон I), 2011, 2012 (дивізіон I), 2013 і 2015. У складі молодіжної збірної Словенії учасник чемпіонатів світу 2007 (дивізіон I) і 2008 (дивізіон I). У складі юніорської збірної Словенії учасник чемпіонату світу 2006 (дивізіон I).
Досягнення
- Чемпіон Словенії (2010, 2011)
- Чемпіон Німеччини (2014)